# Walk the Sky
Walk the Sky è il sesto album in studio del gruppo musicale statunitense Alter Bridge, pubblicato il 18 ottobre 2019 dalla Napalm Records.

## Promozione
L'album è stato annunciato dal gruppo il 14 giugno 2019, a cui ha fatto seguito la pubblicazione del primo singolo Wouldn't You Rather, diffuso il 28 dello stesso mese insieme al relativo video musicale. Il 25 luglio è stata la volta del secondo singolo Pay No Mind, distribuito digitalmente al pari dei successivi singoli usciti in anticipazione al disco: Take the Crown (22 agosto), In the Deep (12 settembre) e Dying Light (3 ottobre).
Il 12 novembre 2019 il gruppo si è esibito a Copenaghen per la prima data della tournée in supporto album, proseguita nel resto dell'Europa fino al successivo 21 dicembre e durante la quale gli Alter Bridge sono stati supportati dagli Shinedown e dai Sevendust. Tra gennaio e febbraio 2020 hanno fatto ritorno negli Stati Uniti d'America per una serie di circa venti date. Con il successivo avvento della pandemia di COVID-19 il gruppo non ha potuto intraprendere ulteriori tournée, ritrovandosi a comporre nuovo materiale. Tra questi vi è Last Rites, incluso nella riedizione dell'album uscita il 6 novembre 2020 e nell'EP standalone Walk the Sky 2.0.

## Tracce
Testi e musiche degli Alter Bridge.
1. One Life – 1:23
2. Wouldn't You Rather – 3:49
3. In the Deep – 3:50
4. Godspeed – 4:16
5. Native Son – 4:15
6. Take the Crown – 4:47
7. Indoctrination – 4:40
8. The Bitter End – 3:44
9. Pay No Mind – 4:16
10. Forever Falling – 5:10
11. Clear Horizon – 4:56
12. Walking on the Sky – 4:55
13. Tear Us Apart – 4:31
14. Dying Light – 5:46

Walk the Sky 2.0 – tracce bonus nella riedizione digitale del 2020
1. Last Rites – 4:07
2. Wouldn't You Rather (Live) – 4:03
3. Pay No Mind (Live) – 4:29
4. Native Son (Live) – 4:27
5. Godspeed (Live) – 4:28
6. In the Deep (Live) – 4:03
7. Dying Light (Live) – 5:58

## Formazione
Gruppo
- Myles Kennedy – voce, chitarra, strumenti ad arco, tastiera, programmazione
- Mark Tremonti – chitarra, voce
- Brian Marshall – basso
- Scott Phillips – batteria

Altri musicisti
- Michael "Elvis" Baskette – strumenti ad arco, tastiera, programmazione

Produzione
- Michael "Elvis" Baskette – produzione, missaggio
- Jef Moll – ingegneria del suono, montaggio digitale
- Josh Saldate – assistenza tecnica
- Brad Blackwood – mastering

## Classifiche
| Classifica (2019)          | Posizione massima |
| -------------------------- | ----------------- |
| Australia                  | 7                 |
| Austria                    | 3                 |
| Belgio (Fiandre)           | 32                |
| Belgio (Vallonia)          | 28                |
| Canada                     | 27                |
| Germania                   | 5                 |
| Italia                     | 18                |
| Paesi Bassi                | 16                |
| Regno Unito                | 4                 |
| Regno Unito (rock & metal) | 1                 |
| Repubblica Ceca            | 69                |
| Slovacchia                 | 48                |
| Stati Uniti                | 16                |
| Stati Uniti (alternative)  | 2                 |
| Stati Uniti (hard rock)    | 1                 |
| Stati Uniti (rock)         | 1                 |
| Svezia                     | 59                |
| Svizzera                   | 1                 |
| Ungheria                   | 14                |